# Veliki zahodni erg
Veliki zahodni erg (arabsko العرق الغربي الكبير, al-ʿIrq al-Gharbī al-Kabīr), (znan tudi kot Zahodno peščeno morje) je drugi največji erg v severni Alžiriji za Velikim vzhodnim ergom. Pokriva površino približno 78.000 kvadratnih kilometrov. Peščene sipine v ergu tvori veter in so lahko visoke do 120 metrov. Nekatere sipine v obliki polmeseca, znane kot barhani, so dejansko mobilne; veter lahko potisne te sipine kar 20 do 30 m v enem letu.

## Geografija
To je puščavsko naravno območje, ki prejme manj kot 50 mm padavin na leto. Povprečna nadmorska višina Velikega zahodnega erga je približno 500 m, v povprečju višja od nadmorske višine Vzhodnega erga, vendar ne tako visoko kot sosednji Tademaït na jugozahodu. Ta zapuščena regija je praktično nenaseljeno območje; ni stalnih vasi in ni cest, ki bi ga prečkale.

## Lastnosti
- Veliki zahodni erg (sredina), viden iz vesolja
- Ksar iz Aghlada; Ksar - kar pomeni grad ali utrjeno mesto - je bila zgradba, kjer je nekoč živelo pleme